# Foro Internacional de Emprendedores (Argentina)
El Foro Internacional de Emprendedores es un programa Educativo de la Fundación Junior Achievement de alto prestigio Mundial, desarrollado desde 1997.
El mismo, apuntado a jóvenes de entre 16 y 23 años, se celebra anualmente en la ciudad de Ciudad de México y convoca a más de 600 participantes de América y países de todo el mundo.
Se basa en la formación de valores, actitudes y la creación de herramientas que permitan descubrir las capacidades de acción que poseen los participantes.
Edición tras edición, el FIE congrega a más de 600 jóvenes de 16 a 23 años que nos visitan de todo el mundo. Participantes de Estados Unidos, países de Medio Oriente, Brasil, Bolivia, Chile, Paraguay, Uruguay, Perú, México, Colombia, Panamá, Costa Rica, El Salvador, Honduras, Guatemala y Argentina, entre otros, dan cita cada año  
Una semana de conferencias, certámenes, talleres, actividades de grupo y deportivas, fiestas temáticas y la convivencia con diferentes culturas, conforman el mejor FORO para emprendedores del mundo
- Datos: Q5864079